# Schönebühl
Das Gebiet Schönebühl ist ein Naturschutzgebiet in der Stadt Tengen im Landkreis Konstanz in Baden-Württemberg.
Es umfasst rund sechs Hektar Kiefernwald auf stark degradierten Böden und wurde 1984 als Naturschutzgebiet ausgewiesen.

## Schutzzweck
Wesentlicher Schutzzweck ist der Erhalt einer Vielzahl seltener Tier- und Pflanzenarten.